# Консул (представитель)
Ко́нсул (лат. consul) — должностное лицо, которому поручено представляемым государством выполнение консульских функций в пределах соответствующего консульского округа на территории государства пребывания, то есть для защиты юридических и экономических интересов своего государства и его граждан. 
Фактически консульские функции от имени представляемого государства осуществляются специально открываемыми с согласия государства пребывания консульскими учреждениями.

## Классы, категории и функции консулов
Главы консульских учреждений делятся на 4 класса:
1. генеральный консул
2. консул
3. вице-консул
4. консульский агент

Соответственно этому консульское учреждение может являться генеральным консульством, консульством, вице-консульством (редко) или консульским агентством (ещё реже). В штате консульского учреждения помимо главы обычно состоят консульские должностные лица, которые могут именоваться консулами-советниками, консулами, вице-консулами, атташе.
Существуют две категории консульских должностных лиц, а именно штатные консульские должностные лица и почётные консульские должностные лица.
Порядок открытия консульских учреждений, содержание и порядок выполнения консульских функций, назначение консульских должностных лиц, объём преимуществ, привилегий и иммунитетов консульских учреждений и штатных консульских должностных лиц регулируются Венской конвенцией о консульских сношениях от 24 апреля 1963 года (вступила в силу 19 марта 1967 года).
Основными консульскими функциями являются:
- защита прав и интересов представляемого государства и его граждан (физических и юридических лиц), а также оказание им помощи и содействия;
- содействие развитию торговых, экономических, культурных и научных связей между представляемым государством и государством пребывания;
- распространение официальной информации о внешней и внутренней политике представляемого государства;
- выдача виз иностранным гражданам;
- выдача паспортов гражданам представляемого государства;
- осуществление нотариальных действий;
- регистрация актов гражданского состояния;
- рассмотрение вопросов гражданства; соответствующие функции в отношении морских судов представляемого государства;
- осуществление правовой помощи по гражданским, семейным и уголовным делам;
- ведение учёта граждан представляемого государства, находящихся в пределах консульского округа.

Нештатный (почётный) консул — лицо, не состоящее на дипломатической службе представляемого государства, но выполняющее некоторые консульские функции. Как правило, это представители деловых кругов государства пребывания. Обычно почётные консулы не могут выдавать документы строгой отчётности (паспорта, визы и т. д.), но могут выступать с ходатайствами перед властями государства пребывания (гражданами которого они обычно и являются). Не получая за исполнение консульских функций от представляемого государства заработной платы, они могут обращать в свою пользу часть консульских сборов. Известны случаи недобросовестного использования прерогатив почётного консула (некоторые слаборазвитые страны фактически продают консульские патенты).